# Número de Dunbar
O número de Dunbar define o limite cognitivo teórico do número de pessoas com as quais um indivíduo pode manter relações sociais estáveis, ou seja, uma relação onde o indivíduo conhece cada membro do grupo e sabe identificar em que relação cada indivíduo se encontra com os outros indivíduos do grupo. Proposto por Robin Dunbar, esse número teórico varia entre 100 e 230 pessoas e tem sido constantemente citado em pesquisas da antropologia. Deve-se notar que o tamanho de pequenas comunidades - tribos, aldeias, grupos de interesse comum - costuma se manter nessa faixa.

## Origem

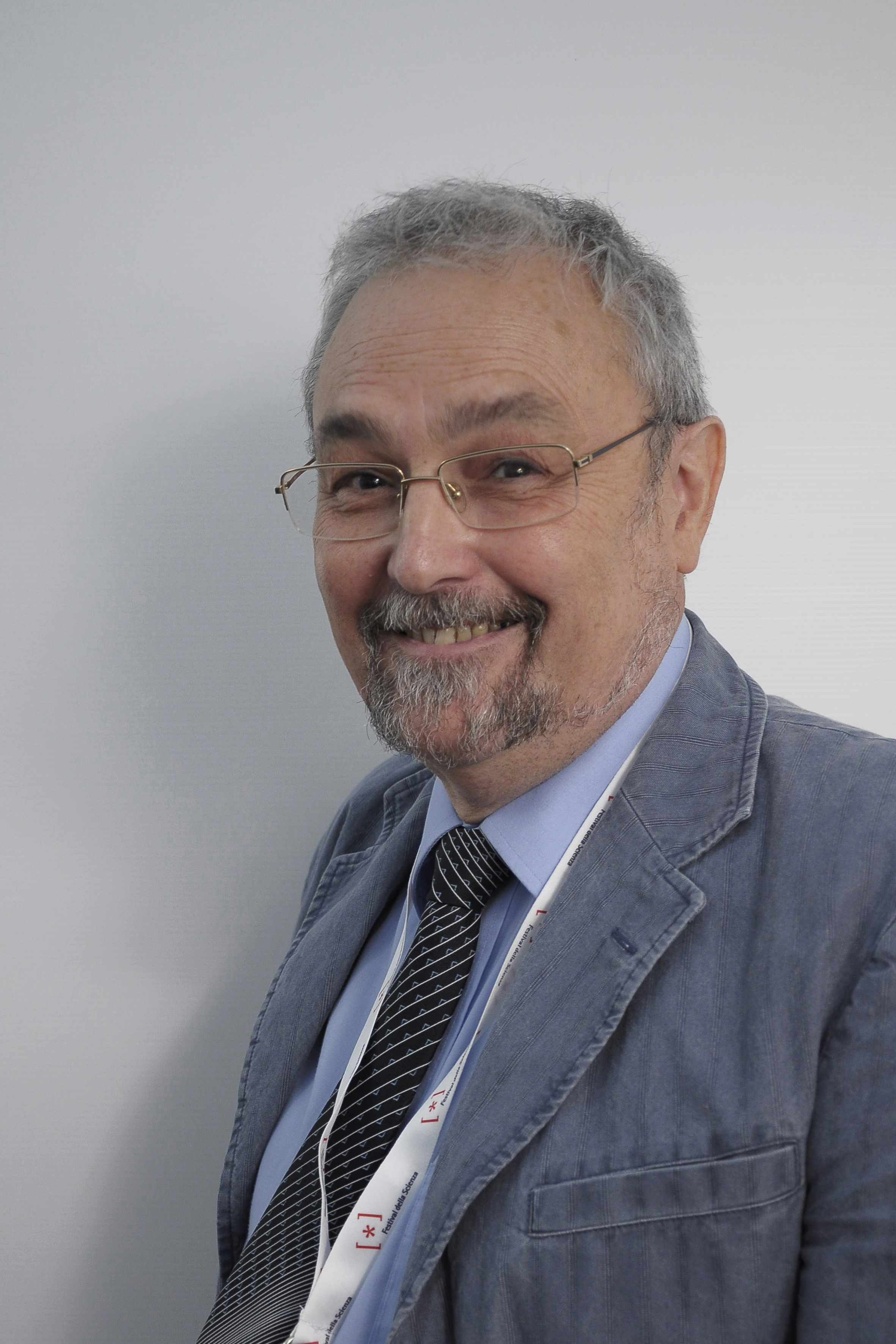
Robin Dunbar, criador do Número de Dunbar

O número de membros que primatas conseguem manter em seu círculo social parece ser limitado pelo volume do seu neocórtex. Dessa forma, grupos maiores de primatas costumam ser formados por indivíduos com o neocórtex mais volumoso. Através do seu trabalho com primatas, Dunbar decidiu extrapolar seu estudo com primatas para a espécie humana. Usando dados de 38 diferentes gêneros de primatas em uma fórmula de regressão, Dunbar estimou que o tamanho médio de um grupo social de humanos é 148 (usualmente arredondado para 150), que ficou conhecido como o número de Dunbar desde então. Primeiro, para comprovar sua descoberta, Dunbar analisou pequenos grupos ao longo da história da humanidade. Dentre as informações extraídas por ele, algumas comprovavam sua suspeita: a população de povoados no período Neolítico era de 150; 150 a 200 é o número de acadêmicos em uma sub-especialização de uma disciplina; e 150 homens era a quantidade de soldados numa unidade militar na Roma Antiga. Ainda mais importante, se a unidade precisase ser maior, o grupo era fragmentado em grupos menores de tamanho médio de 150 integrantes. Depois, Dunbar passou a estudar tribos e pequenas organizações sociais para comprovar o fenômeno. Como esperado por ele, as populacões investigadas circundavam em torno de 150 membros. No processo de análise, Dunbar classificou os grupos em três categorias: pequeno (30-50), médio (100-200) e grande (500-2500). É importante lembrar que o número de Dunbar limita apenas o número de pessoas com as quais alguém mantém contato social frequente. Ou seja, pessoas com as quais relacionamentos foram encerrados ou que não fazem parte do convívio diário não são computadas. Dunbar afima que grupos com mais de 150 pessoas tendem a se romper e ainda que mantenha-se dentro do limite, quanto mais pessoas em um grupo social, maior a demanda por esforço na socialização de seus indivíduos.
Essa descoberta deu espaço para novas pesquisas e hipóteses na área. A hipótese mais conhecida e aceita sobre o tema foi também proposta por Dunbar, em 1998, e ficou conhecida como "Social Brain Hypothesis" (Hipótese do Cérebro Social). Em um de seus artigos, Dumbar afirma que "Embora tenha sido inicialmente assumido que a evolução dos grandes cérebros foi impulsionada pelas exigências de nutrição e outros aspectos da sobrevivência, o consenso amplamente aceito agora é que os primatas evoluíram grandes cérebros para lidar com suas vidas sociais incomumente complexas". Nessa hipótese, tanto pequenas sociedades quanto grupos sociais de amigos são divididos em camadas inclusivas com uma estrutura peculiar: Cada camada é três vezes maior que a camada que está englobando, com camadas sucessivas consistindo de 5, 15, 50 e 150 indivídiuos, aproximadamente. O círculo estende-se por pelo menos mais duas camadas, compostas por 500 e 1500 indivíduos, representando conhecidos e pessoas que podemos nomear, respectivamente. Dessa forma, uma camada externa à outra representa um menor nível de proximidade emocional e frequência de contato.
Uma outra contribuição de Dunbar para o tema refere-se à simplificação do processo de manter relações sociais através do uso da linguagem. Segundo o pesquisador, a linguagem proporcionou aos humanos perder menos tempo e energia fomentando seus laços com o grupo social. De fato, como observado em outros primatas, o processo de catação, como é conhecido, demanda tempo, dedicação e esforço físico por parte dos indivíduos, tomando boa parte do tempo e energia disponíveis. A linguagem também aumentou a objetividade com a qual nos relacionamos, diminuindo a necessidade de contato físico, tornando possível formas complexas de relações sociais. Também fazendo estudo da linguagem, Dunbar afirma que, para manter um grupo de 150 pessoas estável é preciso que cada indivíduo dedique 42% do seu tempo para atividades de socialização.
Por conta da sua importância social, o número de Dunbar tem sido alvo de interesse de inúmeras áreas do conhecimento. De fato, se for assumido que humanos possuem um limite com o qual conseguem se organizar e manter relações sociais sem fazer uso de burocracias ou reguladores, qualquer tipo de organização, tecnológica ou não, precisa se preocupar em como sua arquitetura de funcionamento para que se adapte a este limitante. Áreas como antropologia, sociologia, psicologia e administração são alvos direto das implicações por trás das descobertas de Dunbar.

## Aplicações
Muitas aplicações para o número de Dunbar foram e estão sendo objetos de pesquisa e investimento nos dias hoje. Alguns dos mais famosos usos do número 150 derivam-se de observações empíricas feitas em estruturas sociais variadas, e muitas datam de anos anteriores a publicação do artigo de Robin Dunbar. 

### Politica
Na política, por exemplo, estudos mostram que sistemas políticos como o fascismo e outras ideologias centralizadas poderiam funcionar sem grandes conflitos ou problemas em grupos pequenos (de até 150 pessoas). Isso seria possível, pois o número de conflitos entre os membros da sociedade seria mínimo e assim, pouca ou nenhuma insatisfação seria gerada.

### Rendimento no trabalho
Um outro exemplo de aplicação refere-se à reorganização de cobradores fiscais na Suécia, que foram divididos em grupos de 150 membros para otimizar o rendimento. Segundo relatório da própria instituição, a decisão foi tomada por conta dos resultados obtidos pelos Biólogos em pesquisas.
“O número 150 aparece de novo e de novo quando se discute o tamanho de um grupo que possui algum tipo de comunidade social. Biólogos evolucionários notaram que primatas vivem em grupos sociais de diferentes tamanhos”, diz o relatório. 

### Organizações militares
Na Roma Antiga, uma unidade militar profissional era composta por 150 membros em média, assim como nos tempos atuais (até século XVI). Mesmo sendo composto por um número consideravelmente maior de membros, instituições militares tendem a dividir em unidades menores com o intuito de melhorar a comunicação e o relacionamento entre seus integrantes.

### Superpopulação
O número de Dunbar também é usado para analisar problemas que aparecem em locais com concentração grande de pessoas. Segundo a teoria de Dunbar, qualquer sistema social delimitado com mais de 150 pessoas é mais sujeito a sofrer com o aparecimento de conflitos como discriminação, crimes e guerra. Por motivos óbvios, não é possível reduzir a população mundial a apenas 150 indivíduos, contudo, quanto menos indivíduos em alguma comunidade, seja uma cidade ou um país, menos problemas serão encontrados.

## A anedota GORE-TEX
Uma ilustração das implicações do número de Dunbar pode ser contada pela anedota da GORE-TEX. Ela se concentra no fundador da empresa, Bill Gore.
“GORE-TEX é uma empresa que fabrica roupa de mergulho, botas de caminhada, entre outros. Quando a empresa foi criada, Bill a montou no seu jardim, sem muita infraestrutura. Com o crescimento do empreendimento, Bill Gore abriu uma fábrica maior, que continuou a crescer. Então, um dia, Bill entrou na sua própria fábrica e não reconheceu ninguém que trabalhava ali. Se perguntando o porquê daquele fato, Bill decidiu limitar o número de funcionários para 150. Toda vez que a empresa expandisse, ele construiria um novo prédio para abrigar os 150 novos membros. A intuição de Bill lhe dizia que, quanto mais pessoas trabalhando em um mesmo ambiente, menos elas irão se importar em trabalhar duro e ajudar o próximo. Ou seja, todo senso de comunidade era perdido. Com isso, a companhia pôde ser administrada de maneira mais eficiente e o crescimento foi ainda maior.”
Dunbar estuda o crescimento da GORE-TEX e o motivo do seu sucesso após a decisão de Bill Gore. Segundo Dunbar, em empresas pequenas, “Todos sabem quem é quem. Quem é o gerente, quem é o contador, quem faz os sanduiches...”. Esse modelo de negócio indicou que pode existir, sim, um limitante para as interações sociais que humanos conseguem manter estáveis e saudáveis no seu convívio social.

## O experimento de Rick Lax
Rick Lax, um editor do website WIRED, publicou um experimento social conduzido por ele mesmo na tentativa de refutar o número de Dunbar e toda teoria envolvida no mesmo . No experimento, ele tenta manter o mínimo de contato com seus mais de 2000 amigos no Facebook enviando mensagens cordiais a todos eles. No relato, Lax escreve “Tentando refutar o número de Dunbar, eu na verdade o provei. Eu provei que mesmo que você tenha consciência do número de Dunbar, e mesmo que você reserve uma parte da sua vida especificamente para ampliar seu capital social, você só pode manter tantas amizades. E “tantas” são um pouco menos de 200.”. Lax nota que o processo de escrever para seus amigos do facebook tomou quase todo seu tempo, levando-o a por amizades com amigos do mundo real em segundo plano. Além disso, ele nota que muitas das pessoas com as quais tentou contato não o responderam ou não o reconheceram.

## O número de Dunbar e as redes sociais
Com o advento das redes sociais, muita atenção foi dada ao número de Dunbar e suas aplicações na prática. Em um artigo de 2013, resultados mostraram que grupos grandes podem apenas ser obtidos com um aumento do poder de processamento de informação. Isso levou-se a crer que as redes sociais poderiam quebrar a estimativa feita anteriormente por Dunbar, uma vez que elas proporcionam uma forma simplificada e rápida de manter relações sociais. De fato, algumas pesquisas foram feitas com a finalidade de validar o limite estipulado pelo número de Dunbar em redes sociais largamente usadas. Um estudo recente mostrou que usuários do Twitter conseguem entreter um máximo de 100-200 relacionamentos estáveis. Portanto, concluem os autores do artigo, o mercado de atenção ainda é limitado no mundo virtual por restrições cognitivas e biológicas.
Outros dados suportam a ideia de que as interações em redes sociais são limitadas pelo número de Dunbar. Cameron Marlow, sociólogo do Facebook, coletou dados da rede social e concluiu que o número médio de amizades dos usuários é 120 e que mulheres possuem mais amizades que homens geralmente. Também foi observado que quanto maior o nível de intimidade social considerado, menor e mais estável era o conjunto de pessoas pertencentes àquele nível de interação.
Essas implicações de certo atraem a atenção de experts da área, uma vez que ditam o comportamento de humanos quando expostos a grupos sociais. Por outro lado, analisando as mudanças que as redes sociais trouxeram nos últimos anos, podemos citar a globalização dos grupos sociais. Com a Internet, o espaço físico deixou de ser o principal ambiente para o processo de catação social e cada vez mais as interações sociais se dão no ambiente virtual. Com essa característica, boa parte dos grupos sociais venceram a barreira geográfica e se estruturaram em diferentes culturas e locais do mundo. O processo de globalização também gerou uma estrutura de melhor disseminação e obtenção de informação, dinamizando a maneira com a qual conseguimos novas informações e ideias. Esse último aspecto pode ser perigoso se analisado no contexto de grupos sociais isolados, uma vez que, com o passar do tempo, pessoas de um mesmo grupo tendem a concordar entre si, diminuindo a diversidade de opiniões (ver pensamento de grupo). Colocando essas características lado-a-lado, percebe-se que as redes sociais facilitaram a forma com que mantemos vínculos com as pessoas do nosso grupo, mas também proporcionaram a volatilidade dos vínculos dentro da rede.
Dessa forma, os conceitos de laços fracos e fortes parecem ter relação com o número de Dunbar. Por mais que um usuário esteja inserido em uma rede, existem os chamados laços fracos, responsáveis pela conexão entre diferentes grupos de pessoas. Granovetter mostrou que esses tipos de laços são grande importância na disseminação de informação e evitam o viés embutido no pensamento de grupo. Portanto, por mais que o tamanho do grupo de pessoas com as quais mantemos laços fortes mantenha-se pequeno e limitado por nossa capacidade cognitiva, o aumento no número de laços fracos que criamos e mantemos pode ser visto como algo benéfico. Segundo JacoMorgan, do SocialMediaToday.com, os laços fracos são a grande contribuição das redes sociais, pois "formam pontes para locais que não chegaríamos pelos laços fortes. Estes, ao contrário, tendem a levar sempre a mundos que já conhecemos." 
Uma visão contrária a citada anteriormente, contudo, ronda as chamadas “cores networks”, os círculos nos quais as interações sociais são mais ativas e, portanto, mais restritas. Por mais que o número de vínculos cresça de maneira considerável, esses novos contatos não estão necessariamente no grupo limitado pelo número de Dunbar. O que acontece é que os usuários passam a fazer o “networking” com seu grupo, fazendo uma espécie de auto-propaganda de si, sem interagir de maneira direta e coesa. Contudo, seus círculos de pessoas íntimas continuam fechados e pequenos como sempre foram.